# Ruhrthaler D 250 VK/V
Die Ruhrtaler D 250 VK/V war eine für die Kerkerbachbahn entwickelte zweiachsige Diesellokomotive des Lokomotivherstellers Ruhrtaler.

## Geschichte
Um die Dampflokomotiven der Bahn abzulösen, testete die Kerkerbachbahn mehrere Diesellokomotiven verschiedener Hersteller. Da keine der Typ-Lokomotiven den Wünschen der Bahngesellschaft entsprach, entwickelte Ruhrtaler eine für den Dienst auf der Schmalspurstrecke zugeschnittene Lokomotive.
Während des Baus wurde die Bestellung noch abgeändert und statt zweier schmalspuriger Lokomotiven wurden eine schmalspurige und eine normalspurige Lokomotive geliefert.
Die normalspurige Lokomotive erhielt die Bezeichnung V 18 Steeden, die schmalspurige die Bezeichnung V 19 Kerkerbachtal.
Nach der Stilllegung des Schmalspurabschnittes 1960 wurde die schmalspurige V 19 auf Normalspur umgebaut. Die Mittelpufferkupplung wurde entfernt und die Seitenpuffer wurden in Normallage gebracht. Bei Abgabe des Restverkehrs an die Deutsche Bundesbahn 1975 wurden die Lokomotiven übernommen und als 333 901 und 333 902 bezeichnet.
1981 wurde die 333 902 ausgemustert und an die Furka-Oberalp-Bahn (FO) verkauft, die sie wieder auf 1000 mm umspurte und als Nummer 4973 einsetzte.  2011 wurde sie von der Deutschen Privatbahn erworben, wieder auf Normalspur umgespurt und als 333 902-5 bezeichnet.
Die 333 901 wurde 1979 ausgemustert und an die Fernleitungsbetriebs-Gesellschaft verkauft, die sie in Pfungstadt einsetzte. 1991 kam die Lokomotive zur Brig-Visp-Zermatt-Bahn (BVZ), wo sie ebenfalls auf Meterspur umgespurt und als Nummer 74 eingesetzt wurde. 2003 fusionierten FO und BVZ zur Matterhorn-Gotthard-Bahn (MGB), welche die Lok 74 weiterhin als Reservelok für den Rangierdienst in Zermatt, Visp und Brig einsetzt.

## Aufbau
Die Lokomotiven hatten einen Mittelführerstand mit einem längeren Vorbau für den Motor und einen kürzeren. Die Achsen waren in einem Außenrahmen gelagert.
Beide Lokomotiven waren mit Zug- und Stoßvorrichtungen für beide Spurweiten versehen, wobei jeweils eine mittig, die andere asymmetrisch angebaut war, so dass beide Lokomotiven gekuppelt und auf dem Dreischienengleis gemeinsam eingesetzt werden konnten.
Die Lokomotiven besaßen einen Achtzylinder-Viertakt-Dieselmotor mit einer Leistung von 176 kW (240 PS) der Motorenwerke Mannheim. Sie hatten ein Voith-Turbogetriebe L 33y mit angebautem Wendegetriebe. Über ein Kardangetriebe wurden die Achsen angetrieben.